# Hereditäre Sklerodaktylie
Die Hereditäre Sklerodaktylie ist eine sehr seltene angeborene Form der Sklerodaktylie, die bereits in früher Kindheit mit Beugekontrakturen auftritt.
Die Erstbeschreibung stammt aus dem Jahre 1985 durch R. Eubel, L. Klose und G. Mahrle.

## Verbreitung und Ursache
Die Häufigkeit ist nicht bekannt, die Vererbung erfolgt autosomal-dominant. Die Ursache ist nicht bekannt.

## Klinische Erscheinungen
Klinische Kriterien sind:
- Manifestation im Kindesalter mit Sklerose und Beugekontrakturen
- Erkrankung kommt mit Erwachsenwerden zum Stillstand
- anfangs Verdickung an den Fingern, seltener an den Zehen mit sklerotischer Haut, im Endzustand Kontrakturen. Daumen und Großzeh sind ausgenommen, an den Fingerkuppen kommt es nicht zu Defektbildungen.
- Mitunter auch Hyperkeratose der Handflächen

Das Krankheitsbild kann der systemischen Sklerose entsprechen, allerdings tritt kein Raynaud-Phänomen auf.

## Differentialdiagnose
Abzugrenzen sind Systemische Sklerose, Kamptodaktylie und Morbus Dupuytren.

## Therapie
Je nach Ausmaß kommt eine operative Korrektur infrage.